# Feixancs de la Torreta
Els Feixancs de la Torreta és un feixà acinglerat del terme municipal de Conca de Dalt, al Pallars Jussà, en el territori de l'antic terme d'Hortoneda de la Conca, dins del territori de l'antiga caseria dels Masos de la Coma.
Estan situats a la dreta del barranc de la Coma d'Orient, al vessant oriental de la Serra de la Torreta, al nord de l'Obaga de la Torreta, a ponent del Roc dels Quatre Alcaldes.